# Мартелли, Клаудио
Клаудио Мартелли (итал. Claudio Martelli; род. 24 сентября 1943, Джессате, провинция Милан, Ломбардия) — итальянский журналист и политик, заместитель председателя Совета министров Италии (1989—1992) и министр юстиции (1991—1993).

## Биография
Родился 24 сентября 1943 года в Джессате, получил высшее философское образование, работал в Миланском университете, был вице-президентом Всемирной социалистической организации молодёжи, входил в коммунальный совет Милана, возглавлял городское отделение Итальянской социалистической партии. В 1976 году избранный секретарём партии Беттино Кракси привлёк его к работе на партийном национальном уровне в Риме.
С 1979 по 1992 год состоял во фракции ИСП Палаты депутатов с 8-го по 11-й созыв, а в 1993—1994 годах — во фракции европейских федералистов Палаты 11-го созыва.
В 1984 году избран в Европейский парламент по спискам ИСП и оставался депутатом до 1989 года.
В шестом правительстве Андреотти являлся заместителем председателя Совета министров с 23 июля 1989 по 12 апреля 1991, а со 2 февраля 1991 года — одновременно исполнял обязанности министра юстиции.
В седьмом правительстве Андреотти вновь занимал те же должности со 2 февраля 1991 до 28 июня 1992 года.
24 сентября 1991 года отказался завизировать указ президента о помиловании одного из лидеров Красных бригад Ренато Курчо, поскольку тот не раскаялся в совершённых преступлениях и не попросил прощения у родственников жертв.
В первом правительстве Амато с 28 июня 1992 года по распоряжался портфелем министра юстиции.
10 февраля 1993 года ушёл в отставку, получив гарантии иммунитета от обвинений в заговоре с целью преднамеренного банкротства Banco Ambrosiano. Основанием для обвинений в ходе операции «Чистые руки» стали показания одного из лидеров ИСП Сильвано Ларини, на чей счёт в швейцарском банке Роберто Кальви перевёл 7 млн долларов США. К этому моменту Мартелли считался уже наиболее вероятным преемником лидера социалистов Беттино Кракси.
В 1999 году вновь избран в Европарламент, на сей раз по спискам Итальянских демократических социалистов, и сохранял мандат до 2004 года.
Будучи евродепутатом, в 2001 году вместе с Бобо Кракси и Джанни Де Микелисом вошёл в число основателей Новой ИСП.
В 2005 году занялся телевизионными проектами корпорации Mediaset, где сначала вёл на Canale 5 программу Claudo Martelli racconta, в которой рассказывал о примечательных действующих лицах и событиях недавнего прошлого. Также вёл ток-шоу L’incudine, Flash back и Il libro della Repubblica, снимал короткометражные документальные фильмы об истории и содержании итальянской Конституции. На Rai Radio 2 вёл программы Alle 8 della sera и Quell’estate del ‘92. В 2010 году запустил проект онлайн-телевидения Lookout.
В 2011 году предпринял попытку возвращения в политику, возглавив на коммунальных выборах в Сиене список «За мэра Корради», который вместе с несколькими другими политическими объединениями в рамках центристской коалиции «Новый полюс» (Nuovo Polo) поддерживал кандидатуру Габриэле Корради, отца футболиста Бернардо Корради. Однако, список получил поддержку только 4,86 % избирателей, а лично Мартелли набрал лишь 83 голоса и не прошёл в коммунальный совет.

## Личная жизнь
Первым браком Клаудио Мартелли был женат на Аннарозе Педола, от которой у него сын Джакомо; от Лудовики Барасси — Адриано, от Камиллы Аполлонь Гетти, на которой был женат с 2000 по 2007 год — Бренно и Маддалена.